# 小行星8849
小行星8849（8849 Brighton）是一颗绕太阳运转的小行星，为主小行星带小行星。该小行星于1990年11月15日发现。

## 轨道参数
小行星8849的轨道半长轴为2.9175491 UA，离心率为0.104。